# Арчибалд Примроуз
Арчибалд Филип Примроуз, 5-и граф на Роузбъри, е британски политик от Либералната партия. Той е министър-председател на Обединеното кралство от март 1894 до 21 юни 1895.